# JŽ 461 sorozat
A JŽ 461 sorozat egy jugoszláv 25 kV 50 Hz váltakozó áramú, CoCo tengelyelrendezésű villamosmozdony-sorozat, melyet az Electroputere Craiova gyártott 1971 és 1973 között, majd 1978 és 1980 között a JŽ számára. Összesen 103 db készült belőle. Egyaránt felhasználhatóak személy- és tehervonatok továbbítására is. Becenevük Rumunka  (román nő).

## Története
A mozdonyok a svéd ASEA licenc alapján épültek. Jugoszlávia felbomlása után az utódállamok vasúttársaságaihoz kerültek. Így ma megtalálhatók a ŽCG, a ŽS és az MŽ vasúttársaságnál. Selejtezésük nem kezdődött még meg, de már nincs mind forgalomban. Néhány balesetben semmisült meg, többet pedig pótalkatrésznek használtak fel. Macedóniában megkezdődött a sorozat korszerűsítése, a modernizált mozdonyok 462-es sorozatszámot kapnak.

## Galéria

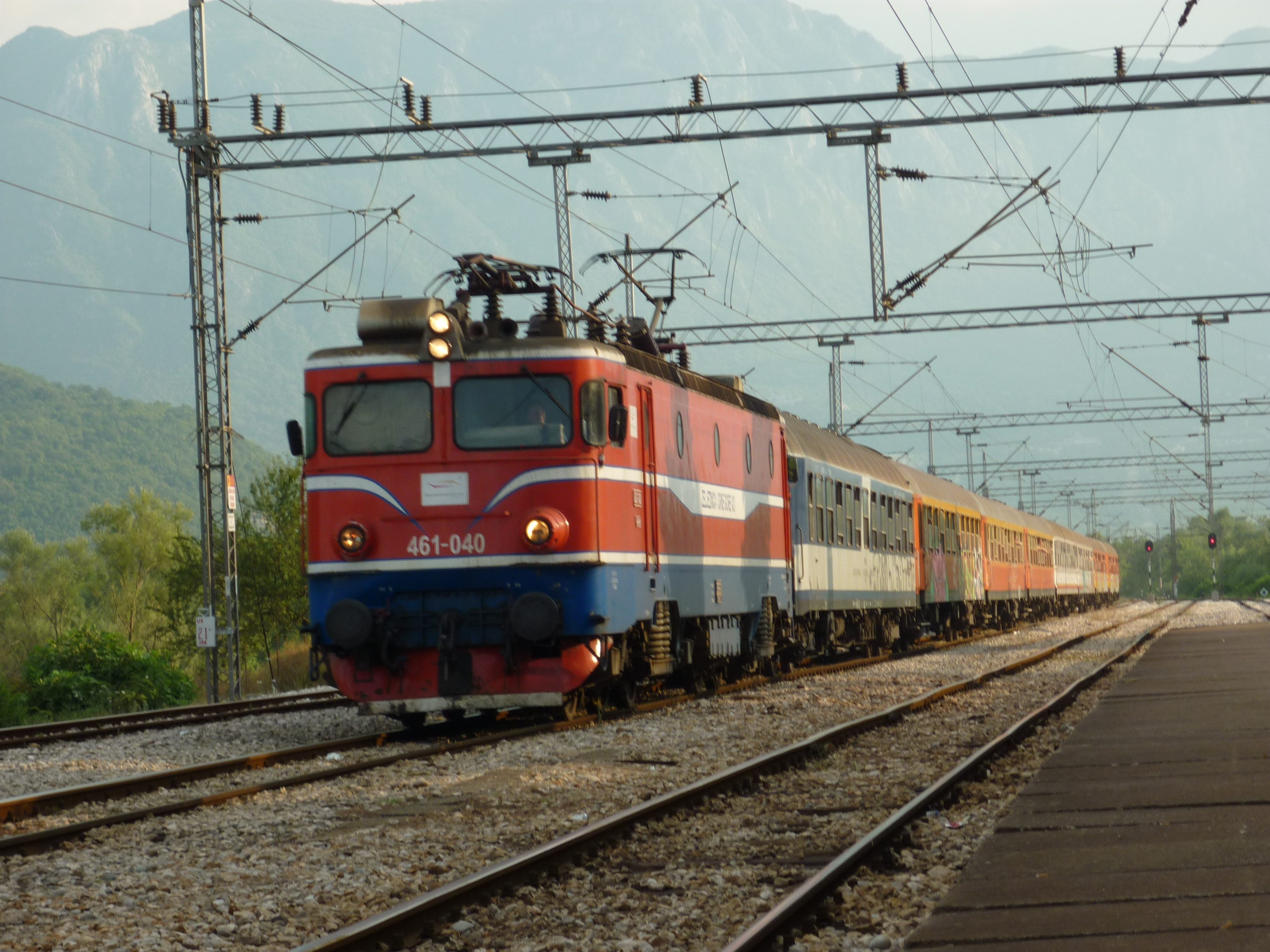
EuroNight vonat a Belgrád–Bar-vasútvonalon
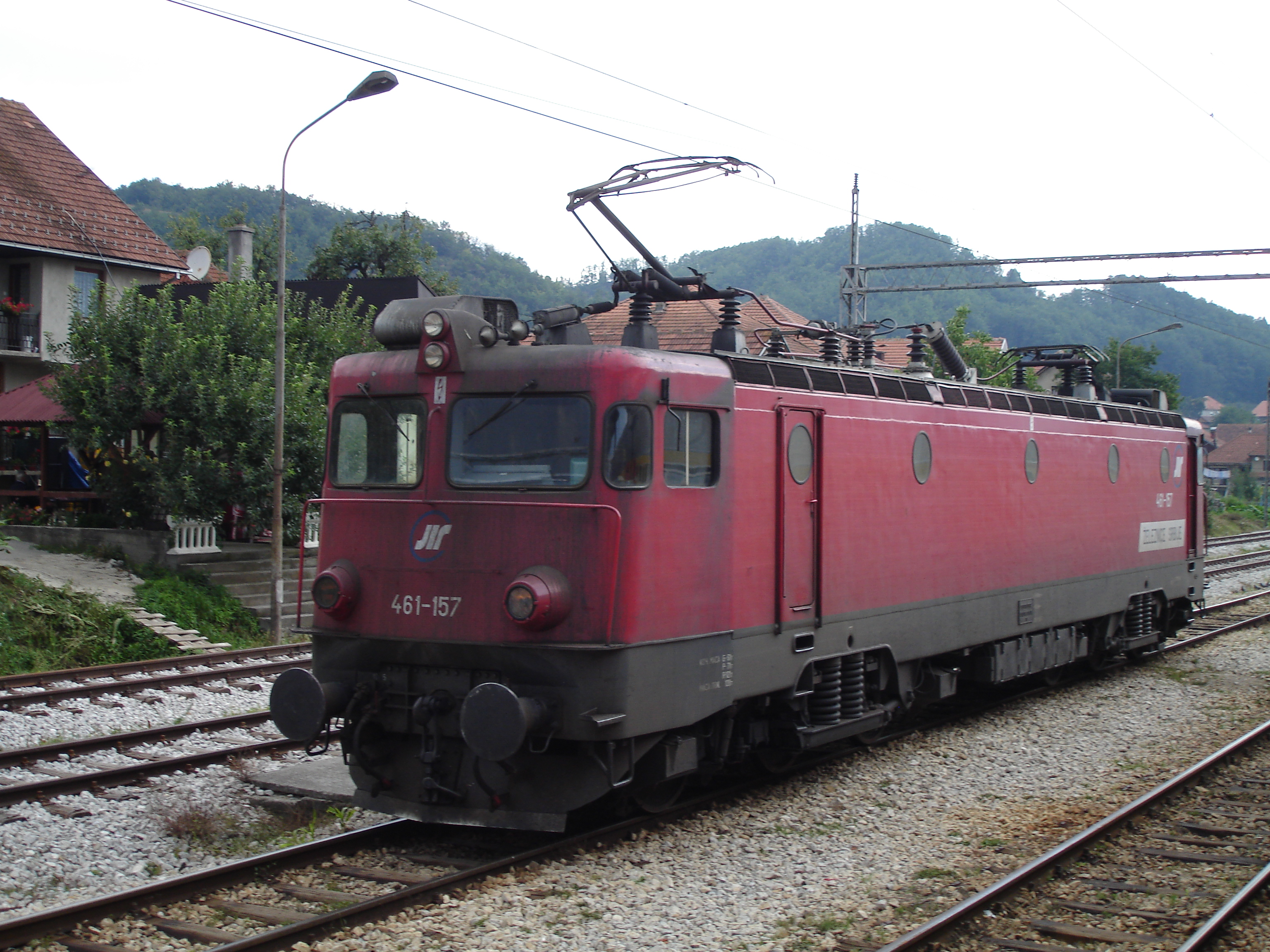
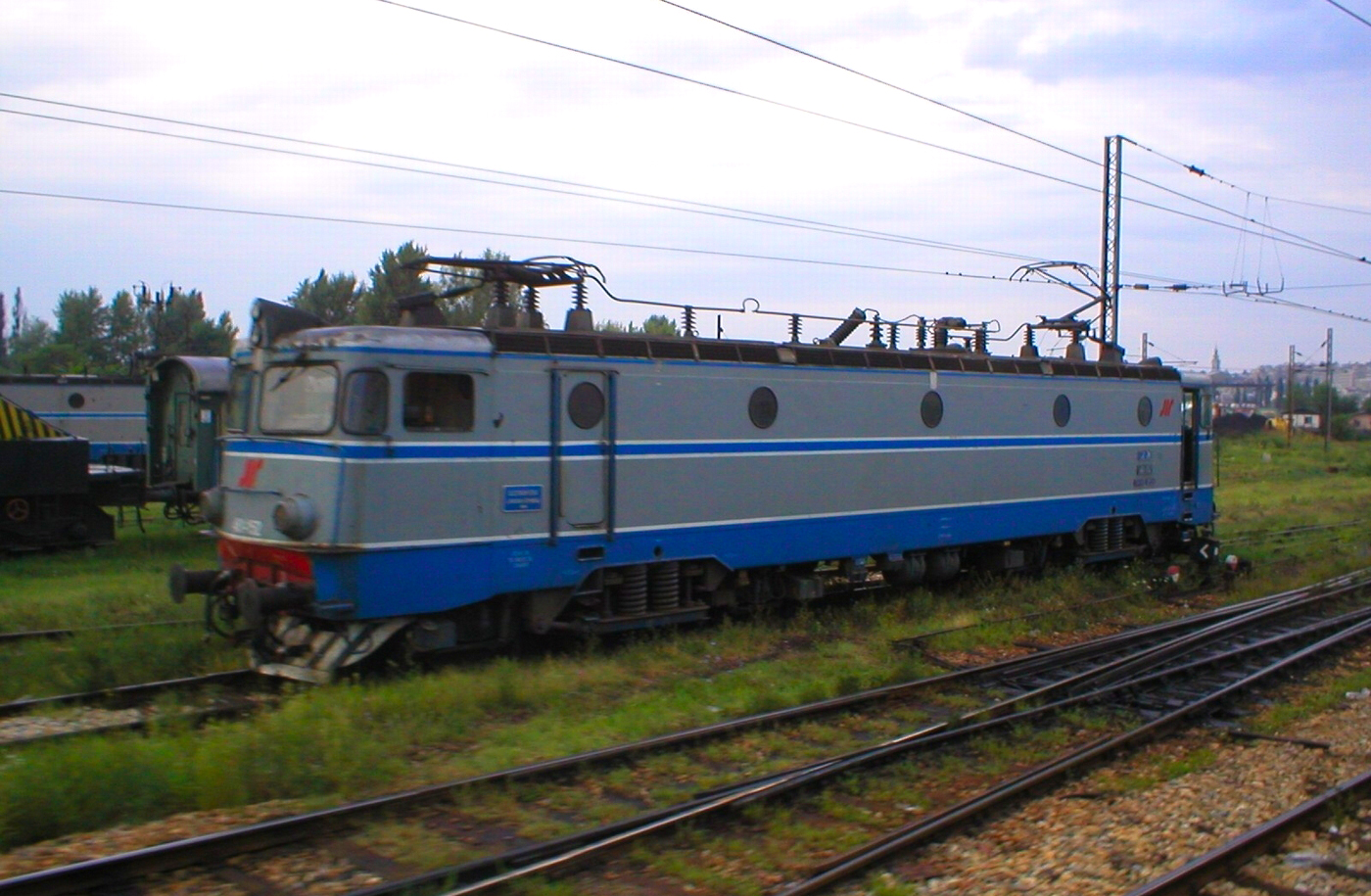